# Clubiona medog
Clubiona medog är en spindelart som beskrevs av Zhang, Zhu och Song 2007. Clubiona medog ingår i släktet Clubiona och familjen säckspindlar. Inga underarter finns listade i Catalogue of Life.